# Ten báječnej mužskej svět
Ten báječnej mužskej svět (1998) je pěvecké album českého herce Miroslava Donutila. V aranžmá Ivana Koreného jej vydala na kompaktním disku (CD) a na magnetofonové kazetě (MC) společnost Multisonic. Texty písní napsal Petr Rada.

## Obsah alba
Album obsahuje celkem dvanáct písní:
1. „Ten báječnej mužskej svět“
2. „Služba na zámku“
3. „U tří starých lip“
4. „Zvolněte tempo, prosím vás“
5. „U vína sedím tu sám“
6. „Obrázek z galantní doby“
7. „Shakespearův průvod“
8. „Moje přání“
9. „Jedna holka“
10. „Prší už tolik dní“
11. „Můj život s mobilem“
12. „Toulat se po hvězdách“